# George Air Force Base

i7
i11
i13
Die George Air Force Base (George AFB, GAFB) war eine Militärbasis und ein Flugplatz der US-amerikanischen Luftwaffe bei Victorville in der Mojave-Wüste in Kalifornien, etwa 115 km nordöstlich von Los Angeles. George AFB entstand im Jahre 1941 und blieb bis zur Schließung Ende 1992 primär ein Ausbildungsstandort. Ab den 1970er Jahren wurden dort auch Besatzungen von Kampfflugzeugen der deutschen Luftwaffe ausgebildet.
Seit Herbst 1994 werden die Flugbetriebsbereiche als Southern California Logistics Airport zivil genutzt, auch als Victorville Airport bekannt. Auf dem Gelände der ehemaligen Kaserne und der Siedlung für die Soldatenfamilien wurden ein Gewerbegebiet und ein Gefängnis errichtet, der noch nicht genutzte Rest verfällt.

## Namensgeber

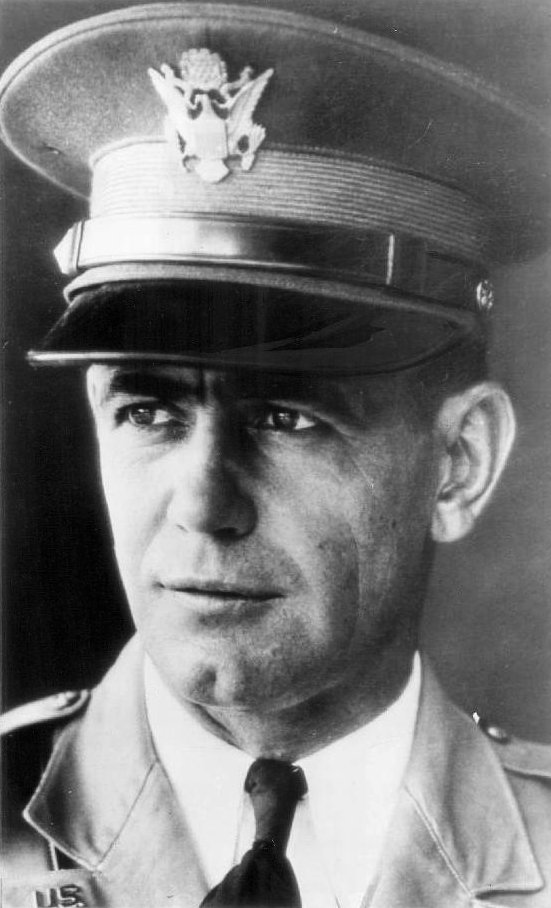
General George
(* 14. September 1892; † 29. April 1942)

George Air Force Base wurde am 2. Juni 1950 nach Brigadegeneral Harold Huston George benannt, einem Jagdfliegerass aus dem Ersten Weltkrieg mit fünf Abschüssen deutscher Flugzeuge über Frankreich. Nach seiner Beförderung zum Brigadegeneral war General George im Zweiten Weltkrieg im Stab von General Douglas MacArthur eingesetzt und leitete Luftkriegsoperationen während der Kämpfe bei Bataan auf den Philippinen. Nach dem Rückzug der US-Truppen nach Australien kam er am 29. April 1942 bei einem Bodenunfall in der Nähe von Darwin ums Leben. Ein startendes Flugzeug brach aus und rammte ein soeben angekommenes Transportflugzeug auf dessen Parkposition. In diesem Flugzeug befand sich General George. Er war Träger des Silver Star.
Vor der Benennung der Air Base nach General George hatte sich der Name der Basis im Laufe der Jahre bereits mehrmals geändert:
| Name                             | von             | bis             |
| -------------------------------- | --------------- | --------------- |
| Air Corps Advanced Flying School | 23. Juni 1941   | 5. Februar 1942 |
| Victorville Army Flying School   | 6. Februar 1942 | 22. April 1943  |
| Victorville Army Airfield        | 23. April 1943  | 12. Januar 1948 |
| Victorville Air Force Base       | 13. Januar 1948 | August 1948     |
| George Air Force Base            | 2. Juni 1950    | 1992            |

## Geschichte

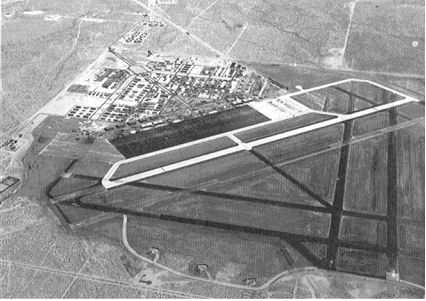
Victorville Army Air Field im August 1943, Blick gen Südosten

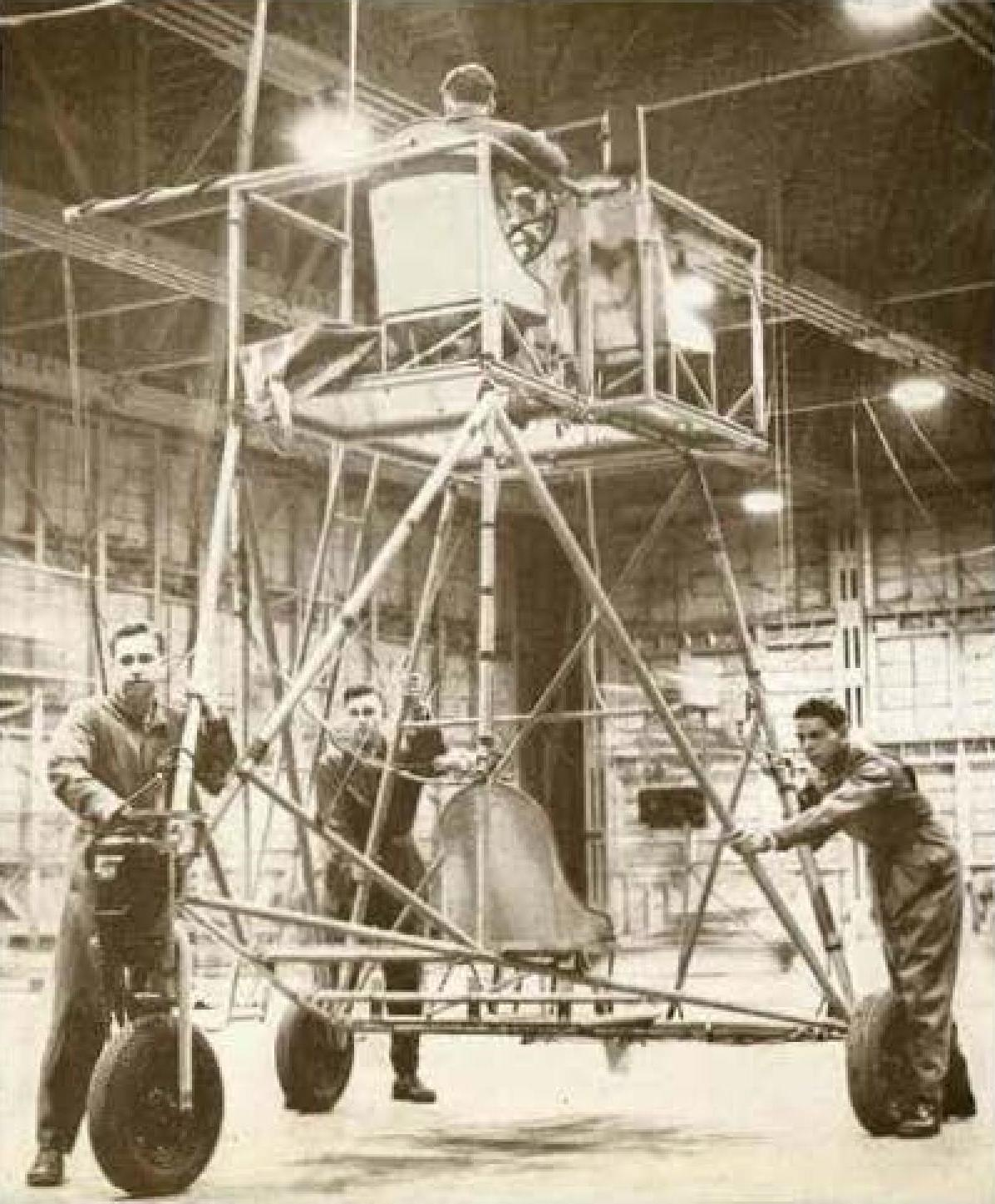
Übungsgerät für die Ausbildung von Bombenschützen 1944

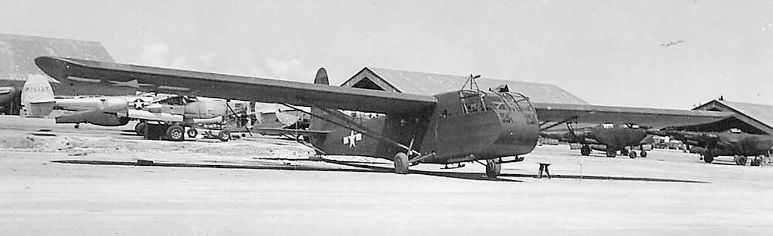
Waco CG-4A Lastensegler

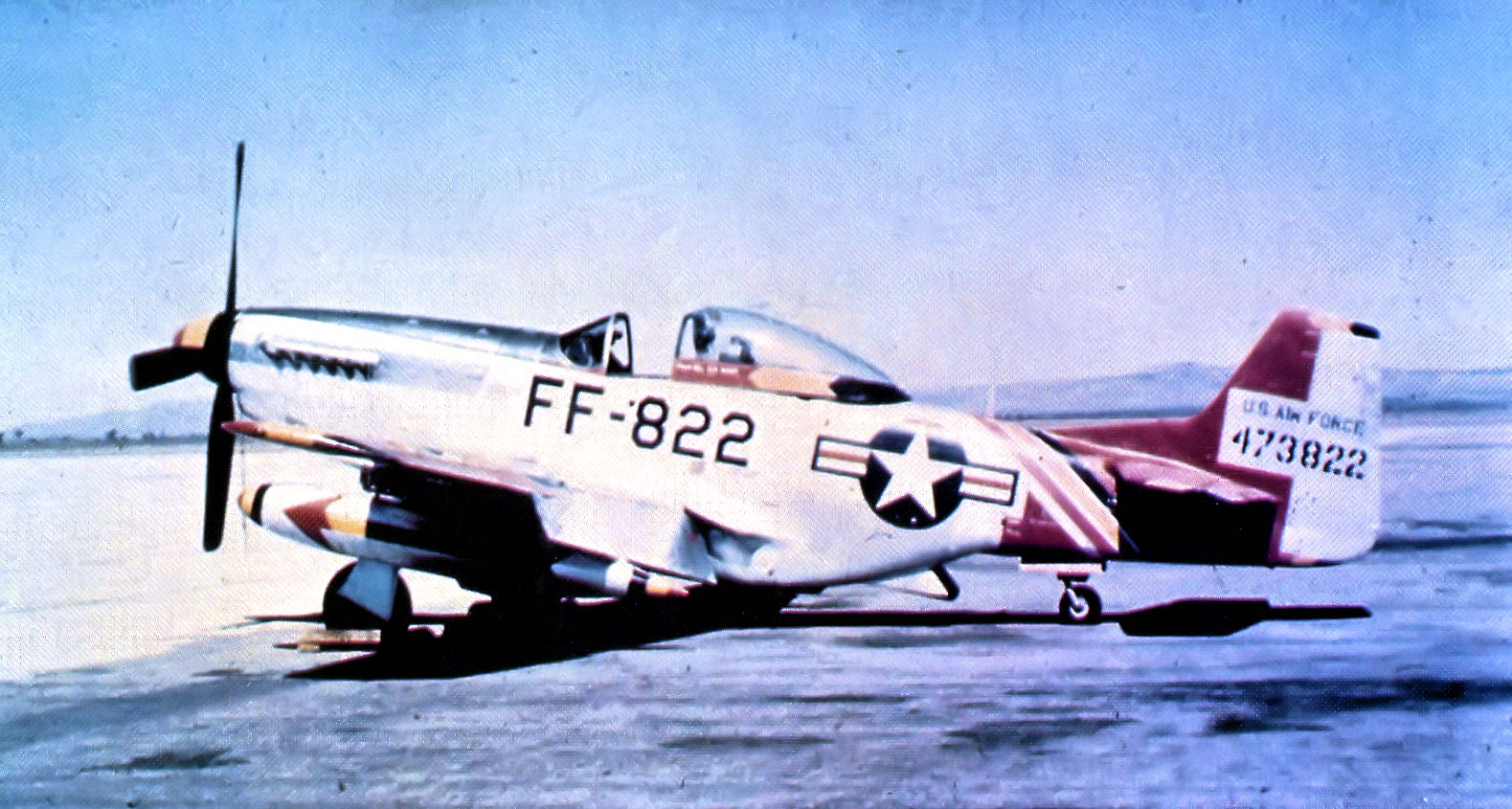
F-51 D (August 1952)

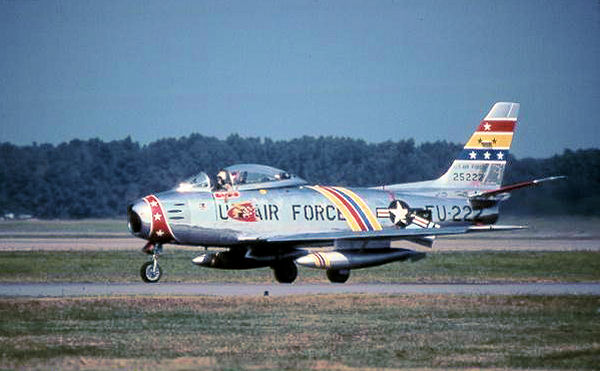
North American F-86F-35-NA Sabre der 72nd Fighter-Bomber Squadron (1955)

### Entstehung
Am 27. März 1940 schlugen Vertreter der Bürger von Victorville in Kalifornien der US Army vor, einen Flugplatz in der Mojave-Wüste zu bauen. Dabei stellten sie die besonderen Vorzüge der Region dar, insbesondere das sonnige Wetter an 360 Tagen im Jahr, die Verfügbarkeit von weiten, offenen Flächen sowie das Dienstleistungsangebot in den benachbarten Städten Victorville und Adelanto.
Im Zuge des Aufwuchses der US-Streitkräfte vor dem Eintritt der USA in den 2. Weltkrieg wurde am 26. Juni 1941 die Air Corps Advanced Flying School aufgestellt. Das für den Flugplatz benötigte Land hatte die US Army kurz zuvor am 12. Juni 1941 von der Stadt Victorville gekauft. Die Arbeiten auf dem mehr als 890 Hektar großen Areal begannen am 12. Juli 1941 mit dem ersten Spatenstich. Gebaut wurden vier Start- und Landebahnen mit je 6500 Fuß (ca. 1981 Meter) Länge und 150 Fuß (ca. 46 Meter) Breite sowie sieben Hangars. Die Bahnen wurden mit einem Baufortschritt von einer viertel Meile (400 Meter) pro Tag aus Beton gegossen. Neben dem Flugplatz entstand eine große Militärbasis mit Truppenunterkünften, Betreuungseinrichtungen, Küchen und Kantinen, Sanitätseinrichtungen, verschiedenen Bürogebäuden, Lagerhallen und Werkstätten, eigener Strom-, Gas- und Wasserversorgung sowie Abwasserentsorgung für mehr als 4000 Soldaten. Darüber hinaus wurden in der Umgebung eine Reihe von Ausweichflugplätzen, Navigationshilfen sowie ein Übungsgebiet für Bombenabwürfe errichtet. Die Basis war im Wesentlichen im März 1942 fertiggestellt. Erste Truppen bezogen den Platz schon am 25. Oktober 1941.
Die Ausbildung von Piloten und Bombenschützen begann im Februar 1942. Der erste Lehrgang schloss ihre Ausbildung bereits am 24. April 1942 ab. Piloten wurden auf den Mustern AT-6, AT-9 und AT-17 geschult. Ein Lehrgang dauerte neun Wochen und jeden Monat begann ein neuer Lehrgang. Bis zum April 1943 waren so mehr als 1000 Piloten ausgebildet worden. Die Ausbildung von Bombenschützen dauerte 13 Wochen. Für den fliegerischen Anteil dieser Lehrgänge wurden Flugzeuge der Typen AT-11 und B-13 eingesetzt. Alle drei Wochen begann ein neuer Lehrgang von Bombenschützenschülern. Ab 1943 wurden zusätzlich Lehrgänge für Piloten für Lastensegelflugzeugen auf dem Muster Waco CG-4A durchgeführt. Schwerpunkte dieser Ausbildung waren Punktlandungen und Nachtlandungen. Ab März 1944 kamen auch noch Umschulungen auf das Luftfahrzeugmuster Bell P-39 hinzu. Je Pilot sah der Lehrplan ein Maximum von zehn Flugstunden vor. Bis zum Oktober 1944 erhielten 1887 Piloten ihre Umschulung auf die P-39.

### Ende des Zweiten Weltkrieges
Nach der Niederlage Deutschlands im Mai 1945 wurde der Ausbildungsflugbetrieb erheblich reduziert und im August 1945 völlig eingestellt. Nachdem auch Japan besiegt worden war, wurde die Basis am 12. Oktober 1945 vom aktiven in einen Bereitschaftsstatus versetzt. Nach Ende des Zweiten Weltkrieges diente das Victorville Army Airfield primär als Depot und Abstellfläche für überzählige Flugzeuge. Am 18. Oktober 1945 kamen die ersten von insgesamt 734 Boeing B-29 Superfortress Bombern an. Ende August 1948 wurde die inzwischen als Victorville Air Force Base bezeichnete Liegenschaft deaktiviert. Die letzten der abgestellten Flugzeuge verließen den Platz am 14. Oktober 1948.

### Kalter Krieg und danach
Im Vorfeld des Koreakrieges wuchsen die US-Streitkräfte wieder an. Für die dazu erforderliche signifikante Erhöhung der Ausbildungskapazitäten der US-Luftwaffe (USAF) wurde auch die eingemottete Victorville AFB benötigt. Daher wurde diese am 1. April 1950 wieder geöffnet. Sie wurde dem Air Defense Command unterstellt und am 2. Juni 1950 in George Air Force Base umbenannt. Der nach mehrjähriger Nichtnutzung desolate Zustand der Infrastruktur erforderte eine schnelle Wiederherstellung in Verbindung mit einer umfangreichen Modernisierung auf Nachkriegsstandard. Offiziell wurde George AFB am 1. November 1950 reaktiviert. Ende 1954 waren die neuen Startbahnen fertiggestellt.
Als erste fliegende Einheit verlegte am 1. Juli 1950 die mit North American F-86 ausgestattete 1st Fighter-Interceptor Wing von March AFB im Riverside County in Kalifornien nach George AFB. Am 30. November 1951 verlegte die 1st Wing weiter nach Norton AFB bei San Bernardino in Kalifornien.

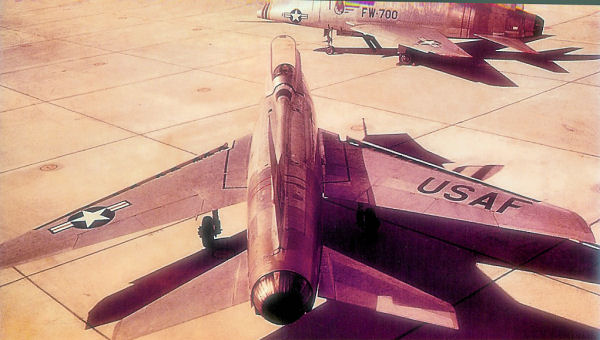
F-100A Super Sabres der 479th TFW, George AFB (ca. 1954)

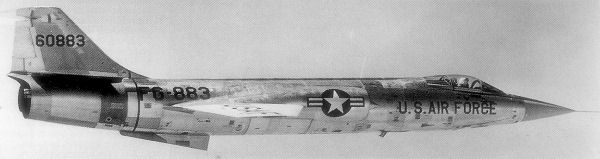
Lockheed F-104C-5-LO Starfighter der 479 TFW, George AFB (1958)

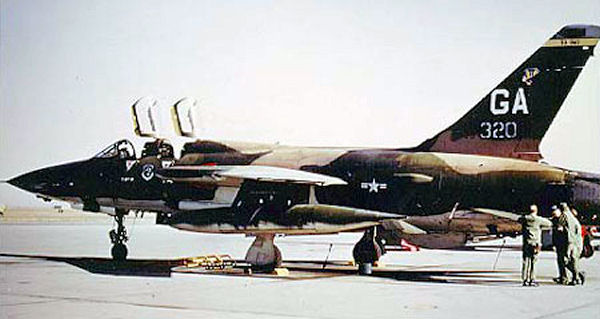
F-105 G der 35th Tactical Fighter Wing in George AFB (1973)

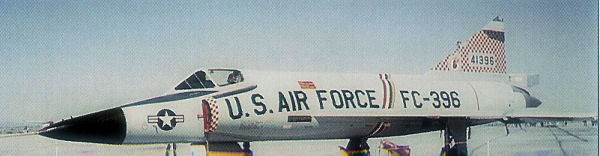
Convair F-102A-75-CO Delta Dagger AF der 327th Fighter Interceptor Squadron

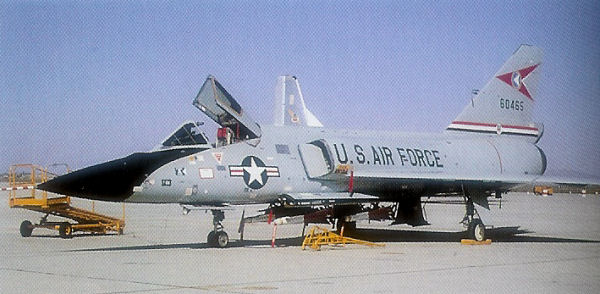
Convair F-106A Delta Dart der 329th Fighter Interceptor Squadron

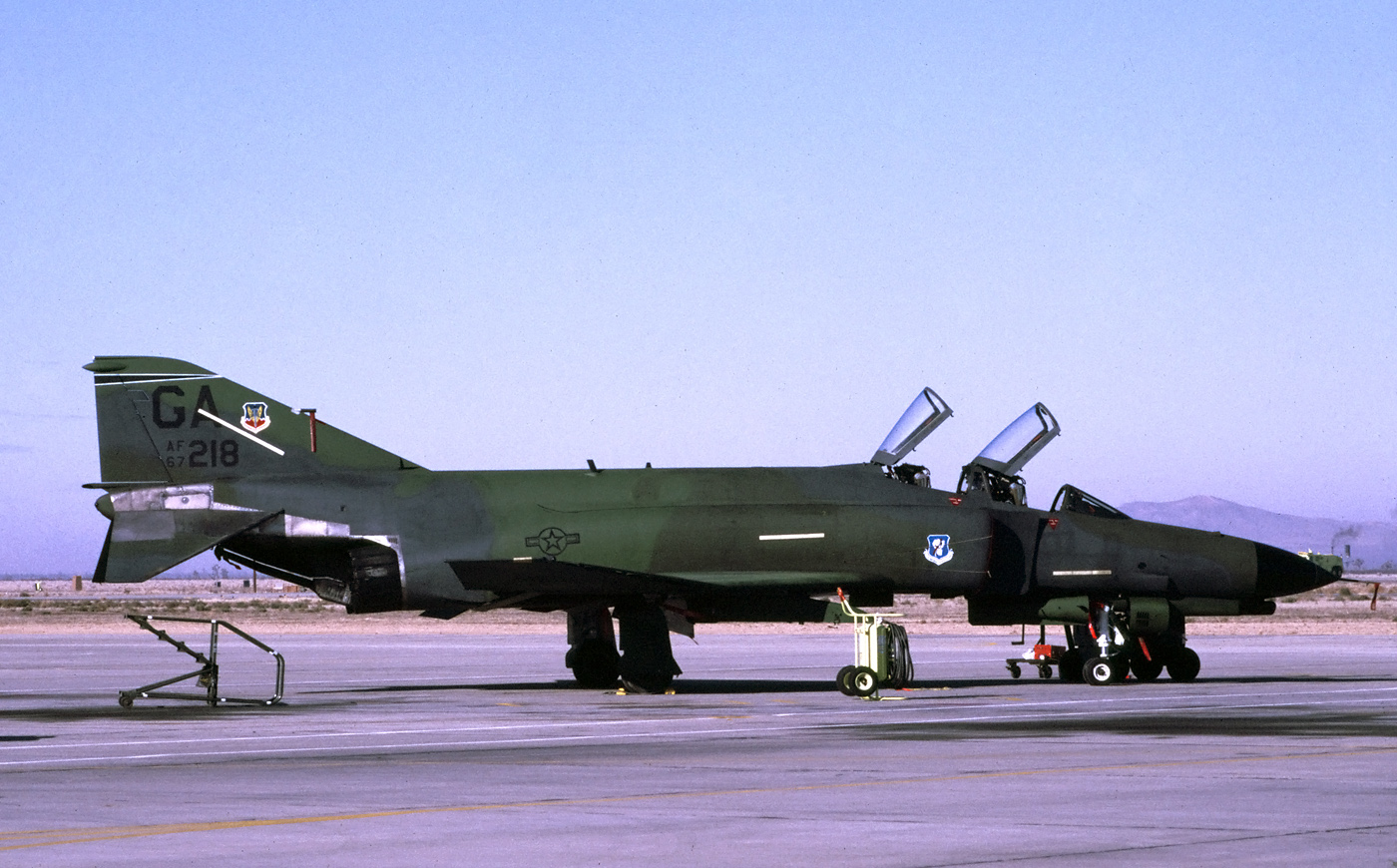
F-4 E der 35th Tactical Fighter Wing (1987)

Das erste langjährig in George stationierte Ausbildungsgeschwader war die 479th Fighter-Bomber Wing. Diese wurde am 1. Dezember 1952 in George AFB aufgestellt und war zunächst mit North American F-51 ausgerüstet. Ende 1952 erfolgte die Umrüstung auf Lockheed T-33. Im Februar 1954 wurde das Geschwader in 479th Fighter-Day Wing umbenannt und erhielt ab September 1954 die North American F-100 Super Sabre. So wurde George AFB der erste Überschallstandort des Tactical Air Command (TAC), dem der Platz seit November 1951 unterstellt war. Ab Juli 1958 trug das Geschwader die Bezeichnung 479th Tactical Fighter Wing (TFW), erhielt ab Oktober 1958 den Lockheed F-104C Starfighter und bildete NATO-Piloten darauf aus. Während des Vietnamkrieges stellte auch George AFB regelmäßig Personal und Flugzeuge für die Einsätze dort ab. So wurden 24 Starfighter der 479. Wing im April 1965 nach Südostasien verlegt, um in Einsatzkontingenten mit 14 Flugzeugen von Da Nang in Vietnam und später von Udorn in Thailand aus Begleitschutz und Combat Air Patrol Einsätze gegen sowjetische MiGs zu fliegen. Im November 1964 erhielt die 479th TFW ihre erste McDonnell F-4C Phantom. Im Juni 1967 hatte das Geschwader alle F-104 abgegeben und war vollständig auf die Phantom umgerüstet worden. Der Kreis der Umschüler auf die Phantom wurde ab der Frühjahr 1969 erweitert: Die 479th TFW bildete nun auch ausländische Lehrgangsteilnehmer auf der Phantom aus, u. a. Besatzungen aus Israel, dem Iran und Japan. Am 30. September 1971 wurde die 479th TFW in George AFB außer Dienst gestellt.
Als Nachfolger der 479th TFW  wurde am 1. Oktober 1971 die 35th Tactical Fighter Wing (TFW) in George AFB reaktiviert. Zuvor war dieses Geschwader bis zu seiner Deaktivierung am 31. Juli 1971 auf der Phan Rang Air Base in Südvietnam stationiert. Die 35th TFW übernahm den Auftrag, technisches und fliegendes Personal auf der F-4 auszubilden. Die zum Geschwader gehörende 21st Tactical Fighter Training Squadron (TFTS) bildete Besatzungen der USAF auf der F-4E aus, während die 20th TFTS im Rahmen eines Foreign Military Sales Vertrages ausschließlich Piloten und Waffensystemoffiziere der deutschen Luftwaffe nach einem eigens dafür erstellten Syllabus (Lehrplan) auf der Phantom schulte. Die Phantoms der 20th TFTS und der 21st TFTS trugen die Kennung „GA“ am Seitenleitwerk. Das Spektrum der Aufträge der 35th TFW erweiterte sich in 1973, als mit Republic F-105G ausgerüstete Wild Weasel Staffeln von McConnel AFB bei Wichita in Kansas nach George AFB verlegten und dem Geschwader unterstellt wurden. Im März 1981 wurde der Wild Weasel Auftrag der 37th Tactical Fighter Wing übertragen. Das nun nur noch mit der F-4E ausgerüstete und am 1. Juli 1984 in Tactical Training Wing umbenannte Geschwader bildete weiterhin amerikanisches fliegendes und technisches Personal der Air National Guard sowie deutsche Phantom-Besatzungen aus. Als die 37th TFW am 5. Oktober 1989 aufgelöst wurde, erhielt die 35th Wing die F-4G mit dem Wild Weasel Auftrag noch einmal kurz zurück. Am 15. Dezember 1992 wurde dann auch die 35th Training Wing aufgelöst.
Zwar war George AFB in erster Linie ein Standort für die Ausbildung, jedoch waren dort bis 1967 auch Einsatzverbände für die Luftverteidigung der USA mit den Jagdflugzeugen Convair F-102 und später Convair F-106   stationiert. Ab 1975 befand sich in George nur noch eine abgesetzte Alarmrotte mit F-106.
Darüber hinaus wurden in George AFB insbesondere während des Korea- und des Vietnamkrieges eine Reihe weiterer Geschwader aufgestellt, bis zur Einsatzreife ausgebildet und dann verlegt.

## Wild Weasel

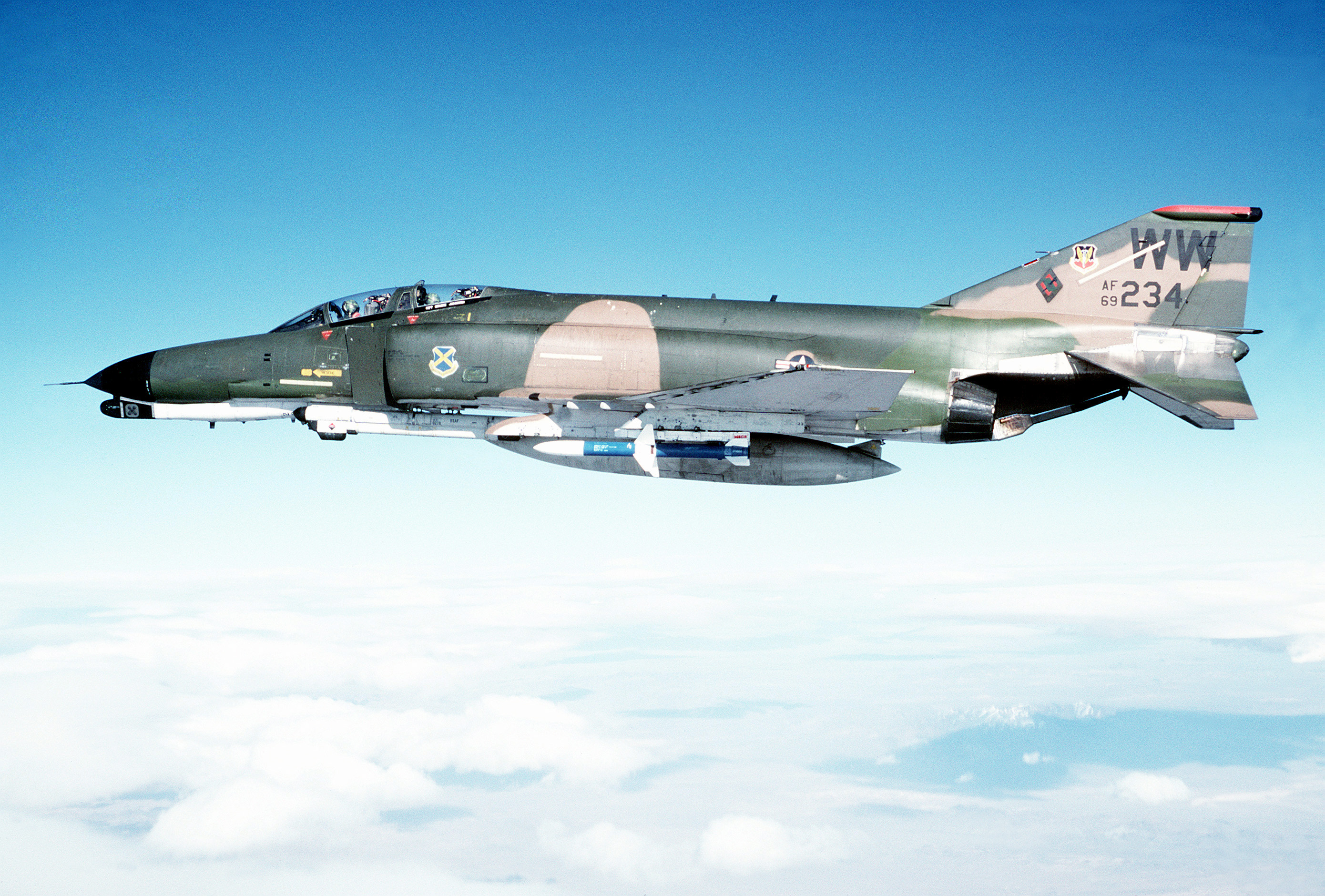
Eine F-4G der 562nd Tactical Fighter Training Squadron mit ECM Pod & Flugkörpern (GAFB 1982)

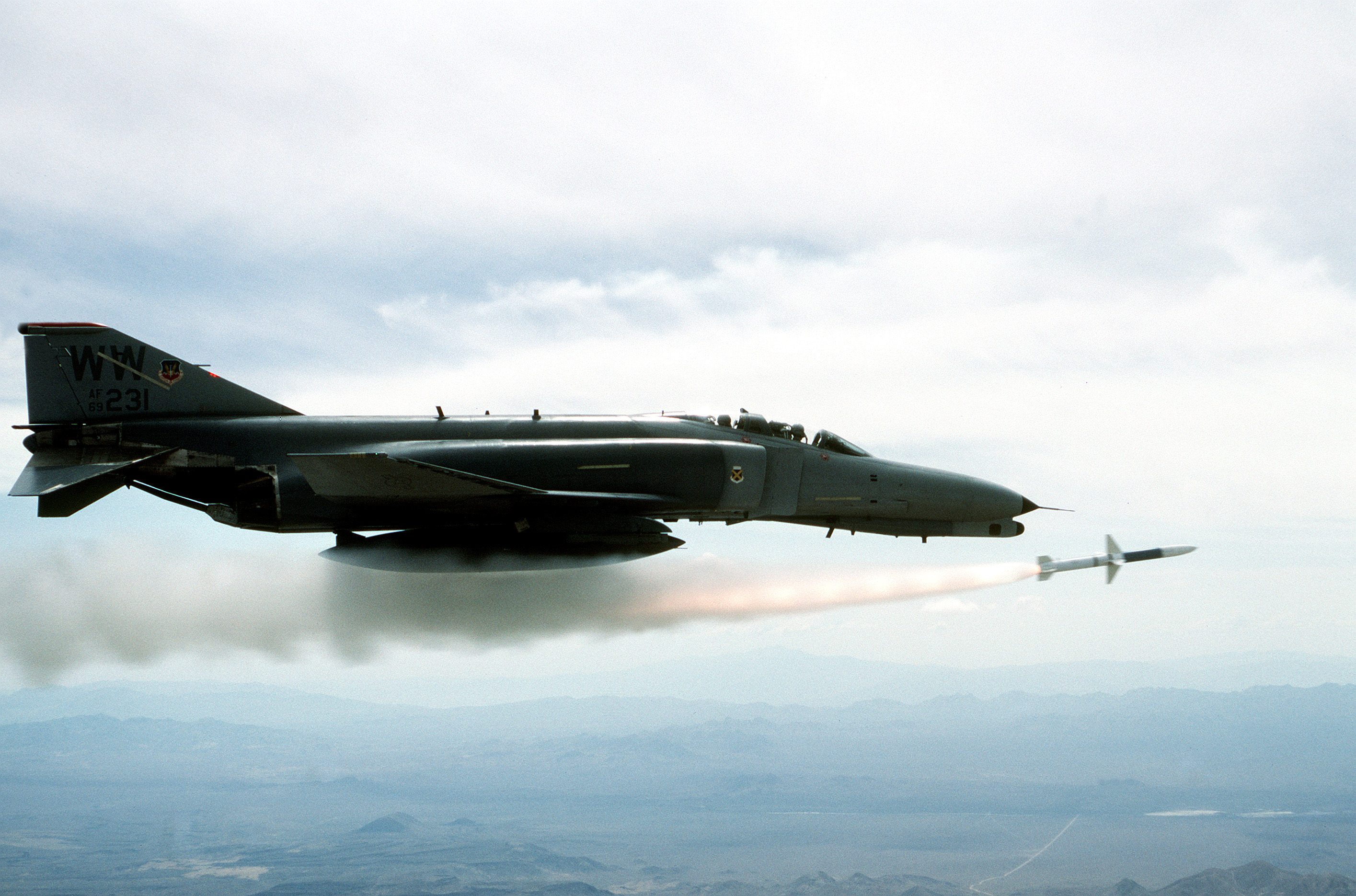
Eine F-4G verschießt einen AGM-45 Shrike Flugkörper in der Nähe von George AFB (1. August 1988)

Nach erheblichen Verlusten durch Flugabwehrraketen, die Nordvietnam während des Vietnamkrieges gegen amerikanische Flugzeuge einsetzte, statteten die USA einige Kampfflugzeuge mit Geräten aus, welche die Ausstrahlungen der Radargeräte von Flugabwehrsystemen erfassen, identifizieren, lokalisieren und bekämpfen konnten. Diese Flugzeuge wurden als Wild Weasel bezeichnet. Im allgemeinen Sprachgebrauch jedoch wurde der Begriff „Wild Weasel“ breiter verwendet und war ein Synonym nicht nur für die Flugzeuge, sondern auch für das Projekt, den Einsatz, die Staffeln und deren Personal. Nach dem Ende des Vietnamkrieges wurden Wild Weasel Flugzeuge auf der George AFB stationiert. Speziell für Ausbildung und Training der Wild Weasel Besatzungen erhielt George AFB im März 1979 eine neue Einrichtung für elektronische Gegenmaßnahmen. Zunächst waren die Wild Weasel Staffeln Teil der 35th  TFW. Ihre Flugzeuge trugen allerdings nicht die Kennung „GA“ am Seitenleitwerk, sondern die Buchstabengruppe „WW“.
Mit der Verlegung der Wild Weasel Ausbildung auf F-105G und F-4C von Nellis AFB in der Nähe von Las Vegas in Nevada zur 35th TFW wurde George AFB im Frühjahr 1975 zum Home of the Weasel (deutsch Heimat des Wiesels). Insgesamt 3 Staffeln waren speziell für die als „Wild Weasel“ bezeichneten Missionen gegen feindliche Radar und Flugabwehrraketenstellungen vorgesehen. Im April 1978 erhielt die 35th TFW die erste F-4G, im September 1978 verließen die letzten der alten F-4C das Geschwader. Im Juli 1980 folgten ihnen die letzten F-105G. Der 35th TFW unterstanden nun drei Wild Weasel Staffeln mit F-4G und zwei Ausbildungsstaffeln mit F-4E. Damit verfügte das Geschwader über mehr als 120 Kampfflugzeuge.
Am 30. März 1981 wurde die 37th Tactical Fighter Wing in George AFB reaktiviert. Diese übernahm von der 35th TFW den Auftrag, Besatzungen auf der F-4G in der Wild Weasel Rolle auszubilden. Als das einzige „Wild Weasel“ Ausbildungsgeschwader versorgte die 37th TFW der beiden Wild Weasel Einsatzgeschwader, die 3rd TFW auf den Philippinen und die 52nd TFW in Westdeutschland mit Fluglehrpersonal und qualifizierten Besatzungen. In Rahmen ihres Ausbildungsauftrages nahm die 37th TFW weltweit an zahlreichen Übungen teil. Am 5. Oktober 1989 gab die 37th TFW ihre F-4G und ihren Auftrag wieder an die 35th Wing ab und verlegte als Organisationshülse ohne Personal und Material auf die Tonopah Test Range in Nevada, um dort den Stealth-Fighter Lockheed F-117A zu übernehmen und Stealth-Technologie in den Einsatzflugbetrieb zu integrieren.
Die 35th Training Wing übernahm die beiden F-4G Staffeln 561st und 562nd Fighter Squadron und führte die Wild Weasel Ausbildung bis zum Juni 1992 weiter. Dann wurden beide Staffeln im Vorfeld der Schließung von George AFB aufgelöst.

## Ausbildung für die deutsche Luftwaffe

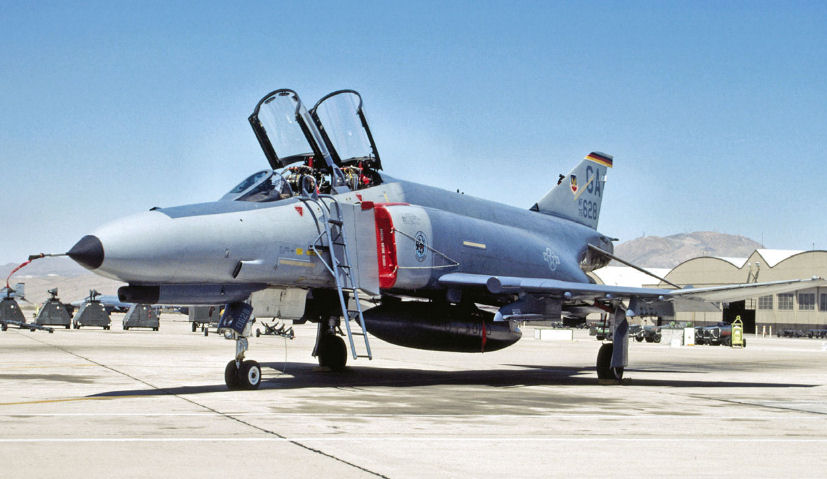
Eine der zehn F-4E der Luftwaffe mit US Zulassung in George AFB (1992)

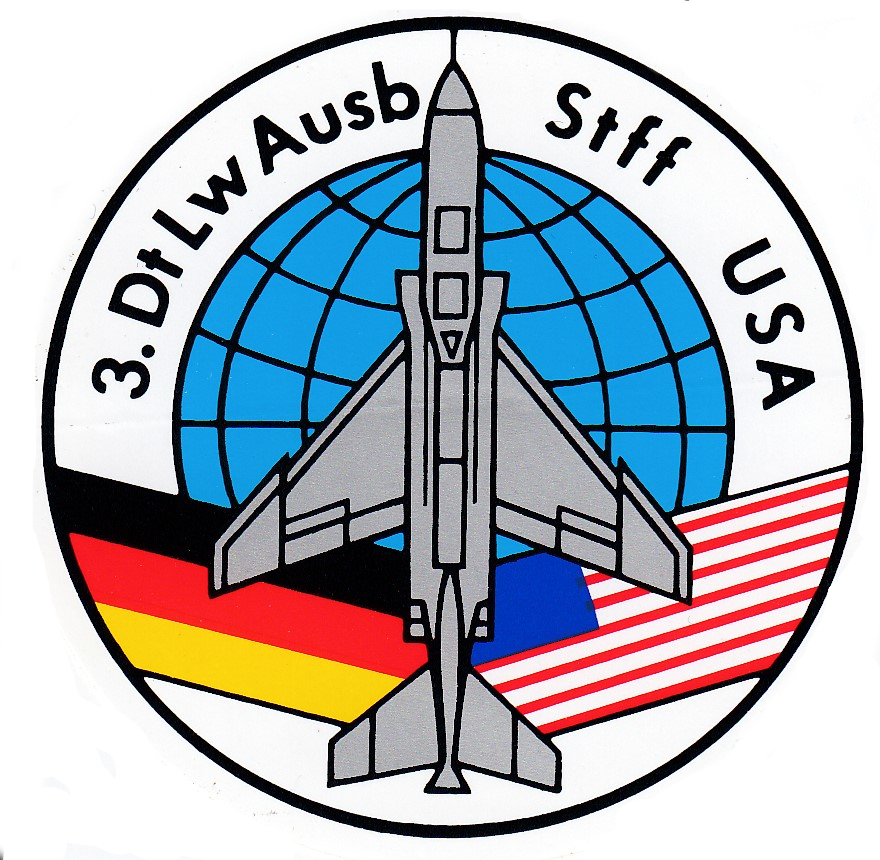
Wappen der ehemaligen 3. Deutschen Luftwaffenausbildungsstaffel USA (George AFB)

Für die Ausbildung deutscher Besatzungen der F-4F Phantom aktivierte die USAF am 1. Dezember 1972 die 20th Tactical Fighter Training Squadron und unterstellte sie der 35. Tactical Fighter Wing. Ab Frühjahr 1973 wurden zunächst je 6 Lehrbesatzungen für jedes der 4 für eine Umrüstung auf F-4F vorgesehenen Geschwader der Luftwaffe ausgebildet. Ab Mitte 1973 folgten die Umschulungen der übrigen Piloten der betroffenen Verbände. Ab 1976 begann die Regenerationsausbildung neuer Besatzungen. In dieser als B-Kurs (Basic Course) bezeichneten 6-monatigen Ausbildung wurden Piloten direkt von der Jet Grund- und Fortgeschrittenenausbildung aus Sheppard Air Force Base und junge Waffensystemoffiziere aus dem Waffensystemoffiziergrundlehrgang in Fürstenfeldbruck (ab ca. 1982 dem Undergraduate Navigator Training in Mather AFB) in George AFB als Besatzung zusammengeführt. Sie erwarben gemeinsam die Musterberechtigung für die Phantom und erhielten anschließend eine taktische Grundlagenausbildung für den Einsatz auf der Phantom als Jagdbomber. Anfangs erfolgte die Ausbildung ausschließlich auf F-4E der USAF, Ende 1972 stellte die Luftwaffe 12 F-4F nach George AFB ab, die von der USAF mit amerikanischen Hoheitsabzeichen und US-Registrierung betrieben wurden. Diese F-4F wurden 1978 nach Deutschland überführt, um Verluste in den Geschwadern auszugleichen. Als Ersatz beschaffte die Luftwaffe 10 F-4 E mit den Seriennummern 75-00628 – 75-00637 für die Ausbildung bei der 20. Staffel in George AFB. Ein Ausbildungsplatz soll in den 1980er Jahren knapp 600.000 US-Dollar gekostet haben. Das waren damals umgerechnet mehr als 1 Million Deutsche Mark.
Zur administrativen Unterstützung und truppendienstlichen Führung der deutschen Lehrgangsteilnehmer wurde 1976 die 3. Deutsche Luftwaffenausbildungsstaffel USA (3. DtLwAusbStff USA) in Dienst gestellt, die 1984 mit Auflösung der 1. Deutschen Staffel in Sheppard AFB in 1. DtLwAusbStff USA umbenannt wurde.
Neben der Waffensystemausbildung führte die 20. Staffel auch Lehrgänge für die Ausbildung ausgewählter erfahrener Besatzungen zum Fluglehrer und Waffenlehrer (englisch Instructor Pilot (IP), Instructor Weapon System Officer (IWSO)) durch. Pro Jahr wurden vier Waffensystemausbildungslehrgänge (B-Course) für je fünf Besatzungen und zwei Waffenlehrerlehrgänge (englisch Fighter Weapons Instructor Course (FWIC)) für je vier Besatzungen durchgeführt. Insgesamt erhielten in George AFB ca. 300 deutsche Besatzungen in rund 60 B-Kursen ihre Ausbildung auf der Phantom. Darüber hinaus wurden 30 Waffenlehrerlehrgänge für 120 Lehrbesatzungen durchgeführt. Als die Ausbildung der Besatzungen für die deutschen RF-4E Aufklärer in Bergstrom AFB eingestellt wurde, erfolgte die Schulung der letzten RF-4E Besatzungen ebenfalls in George AFB. Auf der Grundlage eines extra für diesen Zweck erstellten Sonderlehrplans wurden nur zwei Lehrgänge durchgeführt und die Absolventen kurze Zeit später in Deutschland auf F-4 F umgeschult. Mit der Schließung der George AFB 1992 endete dort auch die Ausbildung der deutschen F-4F Besatzungen. Diese wurde in Holloman Air Force Base in New Mexico noch weitere 12 Jahre lang fortgeführt.

## Schließung

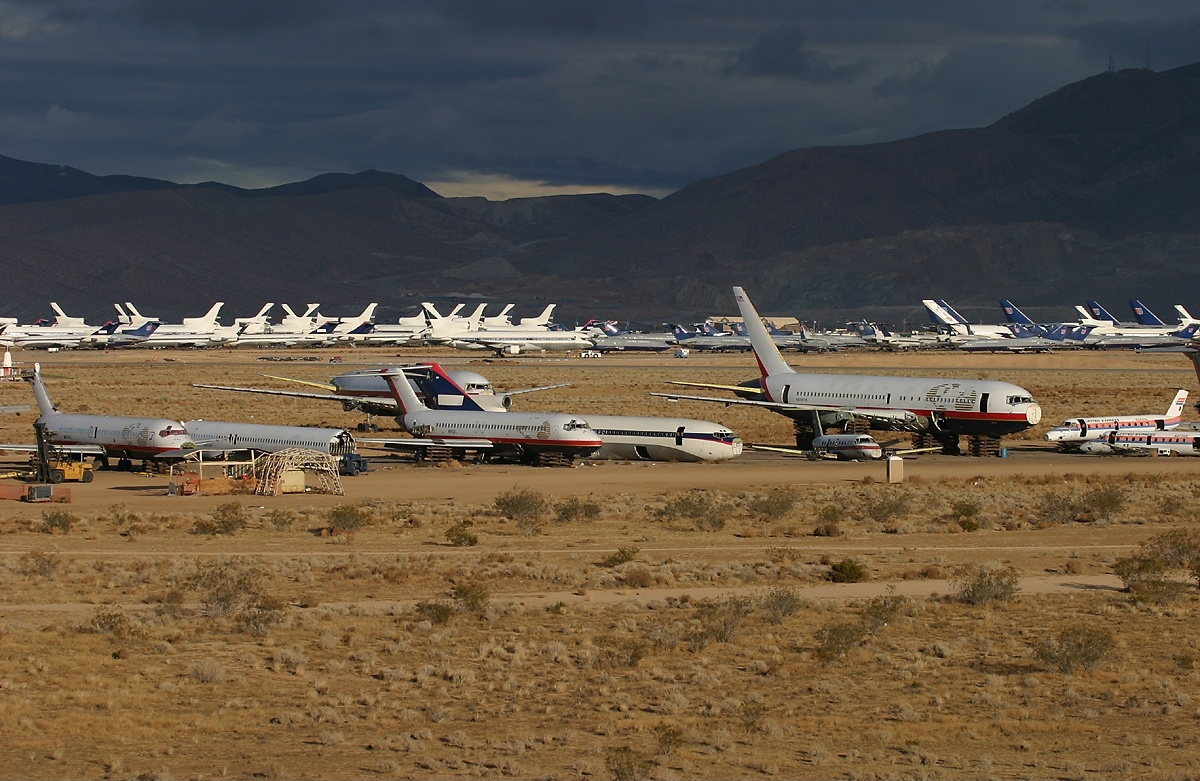
Abgestellte Flugzeuge auf dem Southern California Logistics Airport (Victorville), 2003

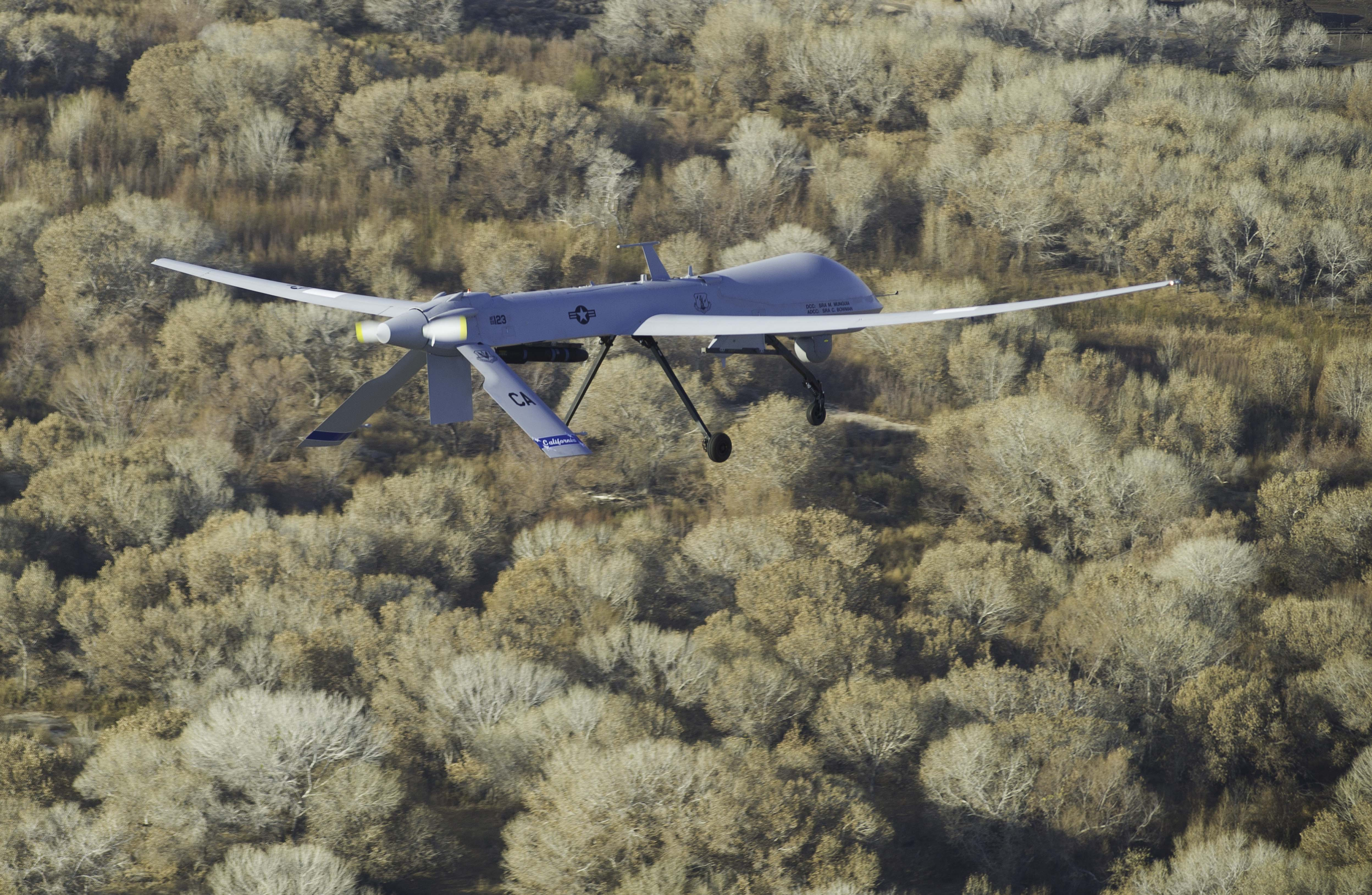
Ein MQ-1 Predator der 163rd Reconnaissance Wing in der Nähe von Victorville (2012)

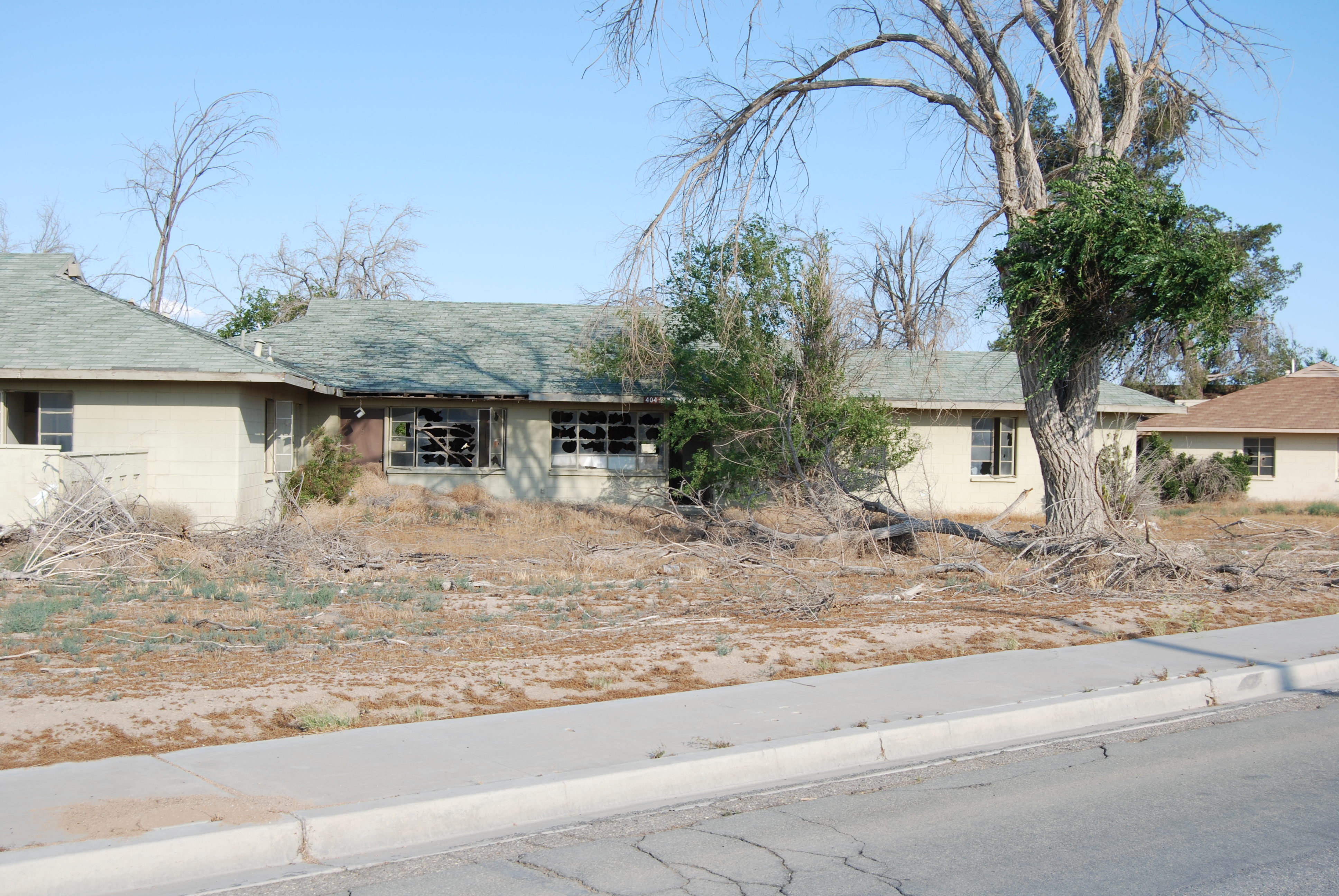
Verlassene Häuser der Wohnsiedlung der ehemaligen George AFB (2008)

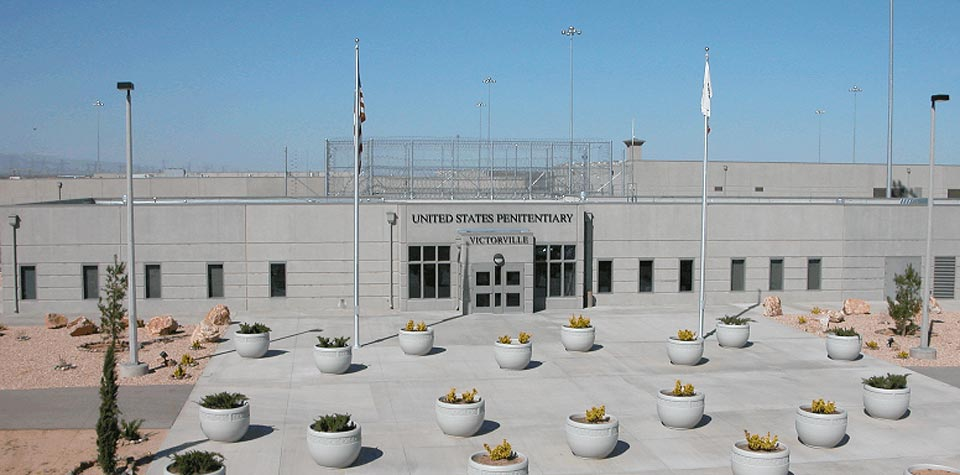
Das Gefängnis bei Victorville

In einem als Base Re-alignment And Closure (BRAC) bezeichneten Verfahren der US-Regierung wurden Optionen zur Einsparung von Haushaltsmitteln und anderer Ressourcen durch Zusammenlegung und Schließung von militärisch genutzter Infrastruktur untersucht. George AFB gehörte zu den fünf Standorten, die bereits in einer ersten Phase im Dezember 1988 als Kandidaten für eine Schließung identifiziert wurde. Ab 1989 wurde der Betrieb auf der Basis ausgedünnt und begonnen, Einheiten aufzulösen bzw. zu verlegen. Der Flugbetrieb des letzten Geschwaders, der 35th FW, wurde im Juli 1992 eingestellt, das Geschwader am 15. Dezember 1992 aufgelöst und George AFB geschlossen.
George AFB war der größte Arbeitgeber in Victorville. Fast 50 % Soldaten wohnten außerhalb der Basis. Entsprechend groß waren Befürchtungen vor Ort, die Schließung würde den wirtschaftlichen Niedergang der Region einleiten. Im Jahre 1993 kündigte Präsident Bill Clinton einen Fünf-Punkte-Plan an, mit dem die wirtschaftliche Lage von Kommunen, die von einer Schließung militärischer Liegenschaften betroffen waren, verbessert werden sollte. Teil dieses Plans war die Beseitigung von Umweltschäden, die durch die militärische Nutzung verursacht worden waren. George AFB war einer der für ein beschleunigtes Verfahren vorgesehenen Standorte. Damit sollte mit einer schnellere Übergabe an die Kommune einen frühestmögliche Nachnutzung ermöglichen.
Nachdem die US-Luftwaffe die ersten 930 Hektar des Geländes verpachtet hatte, wurde im Oktober 1994 der Southern California International Airport (SCIA) auf dem ehemaligen Flugbetriebsbereich eröffnet. Inzwischen als Southern California Logistics Airport (SCLA) bezeichnet, ist dieser Flugplatz ein Logistik-Flugplatz bzw. Flugzeugfriedhof, auf dem u. a. nicht mehr gebrauchte Passagier- und Frachtflugzeuge zwischengeparkt oder verschrottet werden. Zeitweise waren dort auch PKW der Marke VW abgestellt. Die Hauptstart- und Landebahn 17/35 wurde für schwere Frachtluftfahrzeuge ausgebaut und auf 4.587 m verlängert, damit diese auch bei heißen Temperaturen im Sommer mit voller Beladung starten können. Sie ist damit die zweitlängste „public use runway“ in den USA.
Die US-Streitkräfte nutzen den zivilen Platz für Truppenverlegungen und Übungen. In 2002 wurden dafür 1,3 Mio. US-Dollar ausgegeben. Seit 2009 betreibt die 163th Attack Wing (Umbenennung im Juli 2015, zuvor 163th Reconnaissance Wing) der kalifornische Nationalgarden auf dem SCLA ein Start- und Lande-Element für die unbemannten Luftfahrzeuge MQ-1 Predator (bis 2015) bzw. MQ-9 Reaper (seit 2015). Dazu wurde eigens ein neuer Hangar errichtet.
Mit Stand 2017 hat die USAF 1.698 von 2.049 Hektar der ehemaligen Air Force Base an die SLCA-Authority abgegeben. Der als Southern California Logistics Centre (SCLC) bezeichnete an den Flugplatz angrenzende Industriepark beherbergt 17 Firmen mit Bezug zur Luftfahrt. Auf dem Wüstengelände gegenüber der ehemaligen Hauptzufahrt zu Base entstand darüber hinaus ein Gefängniskomplex des Bundes mit drei Gefängnissen, darunter einem Hochsicherheitsgefängnis.
Darüber hinaus wird der Flugplatz und die alte Basis für eine Reihe weiterer Aktivitäten genutzt:
- In der verlassenen Wohnsiedlung fanden mehrfach militärische Übungen, aber auch Airsoft Events statt.
- Das Gelände kann für Filmaufnahmen gemietet werden. So wurden hier Teile der 2014er Staffel von Germany’s Next Top Model gedreht.[32]

## Einheiten/Verbände auf George AFB
Auf George AFB waren folgende Einheiten / Verbände stationiert (Geschwader ohne Einzelaufstellung der Staffeln):
| Verband                                | von               | bis               |
| -------------------------------------- | ----------------- | ----------------- |
| USAAF Bombardier School                | Juni 1941         | Dezember 1944     |
| 87th Base HQ and Air Base Sq           | 1. Oktober 1941   | 30. April 1944    |
| Air Corps Advanced Flying School       | 26. Juni 1941     | 23. Dezember 1944 |
| 63nd Troop Carrier Group               | 18. November 1942 | 7. Mai 1943       |
| 36th Fighter-Interceptor Training Wing | 8. Januar 1943    | 30. Dezember 1943 |
| 3035th AAF Base Unit                   | 1. März 1944      | 30. Oktober 1945  |
| Army Air Force Radar Observer School   | September 1944    | Oktober 1945      |
| 482d Bombardment Group                 | 5. Juli 1945      | 1. September 1945 |
| 434th Troop Carrier Group              | 1. Oktober 1945   | 2. Februar 1946   |
| 4196th AAF Base Unit                   | 1. November 1945  | 27. August 1948   |
| 2756th AF Base Unit                    | 28. August 1948   | 30. April 1950    |
| 2579th Air Base Sq                     | 1. Mai 1950       | 18. Juli 1950     |
| 1st Fighter-Interceptor Wing           | 18. Juli 1951     | 1. Dezember 1951  |
| 94th Fighter-Interceptor Squadron      | 18. Juli 1950     | 15. August 1955   |
| 452d Bombardment Wing                  | 10. August 1950   | 26. Oktober 1950  |
| 116th Fighter-Bomber Wing              | 7. November 1950  | 1. Juli 1951      |
| 131st Fighter-Bomber Wing              | 7. August 1951    | 1. Dezember 1952  |
| 146th Fighter-Bomber Wing              | 25. Oktober 1951  | 1. Januar 1953    |
| 479th Fighter-Day Wing                 | 1. Dezember 1952  | 1. Oktober 1971   |
| 21st Fighter-Bomber Wing               | 1. Januar 1953    | 28. November 1954 |

| Verband                            | von              | bis               |
| ---------------------------------- | ---------------- | ----------------- |
| 456th Fighter-Interceptor Squadron | 8. August 1954   | 18. August 1955   |
| 518th Fighter-Interceptor Squadron | 8. Januar 1955   | 18. August 1955   |
| 327th Fighter-Interceptor Squadron | 18. August 1955  | 2. Juli 1958      |
| 329th Fighter-Interceptor Squadron | 18. August 1955  | 1. Juli 1967      |
| 413th Fighter-Day Wing             | 24. Oktober 1957 | 15, März 1959     |
| 831st Air Division                 | 8. Oktober 1957  | 20. April 1971    |
| 31st Tactical Fighter Wing         | 15. März 1959    | 31. Mai 1962      |
| 355th Tactical Fighter Wing        | 8. Juni 1962     | 31. Juli 1964     |
| USAF Advanced Flying School        | 1. Juli 1962     | 8. Januar 1965    |
| 431st Fighter-Interceptor Squadron | 18. Mai 1964     | 30. Oktober 1970  |
| 431st Tactical Fighter Squadron    | 15. Januar 1976  | 1. Oktober 1978   |
| 32d Tactical Fighter Wing          | 1. April 1964    | 9. Juli 1964      |
| 8th Fighter-Bomber Wing            | 10. Juli 1964    | 8. Dezember 1965  |
| 68th Fighter-Interceptor Squadron  | 16. Juni 1964    | 1. Oktober 1968   |
| 497th Fighter-Interceptor Squadron | 18. Juni 1964    | 8. Dezember 1965  |
| 35th Tactical Fighter Wing         | 1. Oktober 1971  | 15. Dezember 1992 |
| 831st Air Division                 | 1. Dezember 1980 | 31. März 1991     |
| 37th Tactical Fighter Wing         | 30. März 1981    | 5. Oktober 1989   |

### Unterstellung
Die Unterstellung von George AFB änderte sich mehrmals. Vorgesetzte Dienststellen waren:
| Dienststelle/Kommando                   | ab                |
| --------------------------------------- | ----------------- |
| West Coast Air Corps Training Center    | 26. Juni 1941     |
| Air Corps Flying Training Command       | 23. Januar 1942   |
| Army Air Forces Flying Training Command | 15. März 1942     |
| Army Air Forces Training Command        | 31. Juli 1943     |
| Air Technical Service Command           | 1. November 1945  |
| Air Materiel Command                    | 9. März 1946      |
| Sacramento Air Materiel Area            | 15. Mai 1947      |
| San Bernardino Air Depot                | 15. Dezember 1948 |

| Dienststelle/Kommando   | ab                |
| ----------------------- | ----------------- |
| Continental Air Command | 1. April 1950     |
| Air Defense Command     | 1. Januar 1951    |
| Strategic Air Command   | 23. Juli 1951     |
| Tactical Air Command    | 15. November 1951 |
| Air Combat Command      | 1. Juni 1992      |

## Umweltverschmutzung und Giftfunde
Im Juni 2018 berichtete die Zeitschrift Military Times über eine Reihe von ungewöhnlichen Erkrankungen, Brustkrebs und Fehlgeburten, von denen vor allem weibliche Angehörige der USAF und Ehefrauen von Soldaten betroffen waren und die in einen Zusammenhang mit einer Stationierung in George AFB gebracht wurden. Untersuchungen nach der Platzschließung brachten eine Vielzahl von massiven Umweltverschmutzungen zu Tage. Beispielsweise ist das Grundwasser großflächig mit Treibstoff und Trichlorethen kontaminiert, in ehemaligen Müllkippen finden sich hohe Konzentrationen von einer Vielzahl an Umweltgiften. Asbest wurde in großen Mengen verbaut, und die jahrelange Behandlung der Holzgebäude mit Pestiziden gegen einen Befall mit Termiten haben ihre Spuren in Giftkonzentrationen jenseits der zulässigen Werte hinterlassen. Krebserzeugende Hinterlassenschaften finden sich auch im Staub, weshalb das Betreten der ehemaligen Wohnsiedlungen untersagt ist. Insgesamt sind nach offiziellen Informationen Verschmutzungen mit 33 giftigen und umweltgefährdenden Stoffen bekannt. In einem Bericht der für die Beseitigung zuständigen Stelle sind 84 teils großflächige Fundbereiche aufgelistet. Die Sanierung wird noch viele Jahre andauern und weiterhin einen hohen finanziellen Aufwand erfordern. Über die von offizieller Seite bestätigten massiven Umweltverschmutzungen und Giftfunde hinaus gibt es auf privaten Webseiten und in den sozialen Medien Gerüchte über eine radioaktive Verstrahlung von Bereichen der ehemaligen Basis. George AFB ist seit 1990 als Superfund-Örtlichkeit eingestuft. Die Arbeiten zur Beseitigung der Kontaminationen werden über Superfund-Mittel der US-Regierung finanziert.

## Zwischenfälle
Im Zusammenhang mit der Ausbildung deutscher Besatzungen bei der 20th Fighter Squadron auf der George AFB ereigneten sich zwei Kollisionen im Flug mit tödlichem Ausgang:
- 1983 gingen am 21. November zwei deutsche F-4E (75-0634 und 75-0637) nach Kollision verloren, dabei kamen zwei amerikanische Besatzungsmitglieder ums Leben.[43][44]
- 1990 verloren am 26. Juli ein deutscher Pilot und sein amerikanischer IWSO bei einer Kollision zweier F-4E (67-0266 und 75-0630) über dem Death Valley  während der Luftkampfausbildung ihr Leben.[45][46][24]